# Gran Premio motociclistico d'Argentina 2022
Il Gran Premio motociclistico d'Argentina 2022 è stato la terza prova del motomondiale del 2022. Le vittorie nelle tre classi sono andate ad: Aleix Espargaró in MotoGP, Celestino Vietti in Moto2 e Sergio García in Moto3.

## MotoGP
Per Aleix Espargaró si tratta della prima vittoria nel motomondiale, mentre per il costruttore Aprilia della prima vittoria in MotoGP e, in generale, nella classe regina. Inoltre sul podio della top class tornano due costruttori italiani, l'Aprilia del vincitore Espargaró e la Ducati del secondo classificato Jorge Martín, a 52 anni di distanza dal precedente nel Gran Premio d'Olanda 1970 che aveva visto la MV Agusta di Giacomo Agostini vincere davanti all'Aermacchi di Angelo Bergamonti.

### Arrivati al traguardo
| Pos. | Nº | Pilota            | Squadra                     | Motocicletta       | Giri | Tempo     | Griglia | Punti |
| ---- | -- | ----------------- | --------------------------- | ------------------ | ---- | --------- | ------- | ----- |
| 1º   | 41 | Aleix Espargaró   | Aprilia Racing              | Aprilia RS-GP      | 25   | 41'36.198 | 1º      | 25    |
| 2º   | 89 | Jorge Martín      | Pramac Racing               | Ducati Desmosedici | 25   | +0.807    | 2º      | 20    |
| 3º   | 42 | Álex Rins         | Suzuki Ecstar               | Suzuki GSX-RR      | 25   | +1.330    | 7º      | 16    |
| 4º   | 36 | Joan Mir          | Suzuki Ecstar               | Suzuki GSX-RR      | 25   | +1.831    | 8º      | 13    |
| 5º   | 63 | Francesco Bagnaia | Ducati Lenovo               | Ducati Desmosedici | 25   | +5.840    | 13º     | 11    |
| 6º   | 33 | Brad Binder       | Red Bull KTM Factory Racing | KTM RC16           | 25   | +6.192    | 11º     | 10    |
| 7º   | 12 | Maverick Viñales  | Aprilia Racing              | Aprilia RS-GP      | 25   | +6.540    | 5º      | 9     |
| 8º   | 20 | Fabio Quartararo  | Monster Energy Yamaha       | Yamaha YZR-M1      | 25   | +10.215   | 6º      | 8     |
| 9º   | 72 | Marco Bezzecchi   | Mooney VR46 Racing          | Ducati Desmosedici | 25   | +12.622   | 17º     | 7     |
| 10º  | 23 | Enea Bastianini   | Gresini Racing              | Ducati Desmosedici | 25   | +12.987   | 12º     | 6     |
| 11º  | 10 | Luca Marini       | Mooney VR46 Racing          | Ducati Desmosedici | 25   | +13.962   | 3º      | 5     |
| 12º  | 30 | Takaaki Nakagami  | LCR Honda Idemitsu          | Honda RC213V       | 25   | +14.002   | 10º     | 4     |
| 13º  | 88 | Miguel Oliveira   | Red Bull KTM Factory Racing | KTM RC16           | 25   | +14.456   | 16º     | 3     |
| 14º  | 43 | Jack Miller       | Ducati Lenovo               | Ducati Desmosedici | 25   | +14.898   | 14º     | 2     |
| 15º  | 73 | Álex Márquez      | LCR Honda Castrol           | Honda RC213V       | 25   | +23.472   | 19º     | 1     |
| 16º  | 25 | Raúl Fernández    | Tech3 KTM Factory Racing    | KTM RC16           | 25   | +25.862   | 21º     |       |
| 17º  | 87 | Remy Gardner      | Tech3 KTM Factory Racing    | KTM RC16           | 25   | +28.711   | 22º     |       |
| 18º  | 40 | Darryn Binder     | WithU Yamaha RNF            | Yamaha YZR-M1      | 25   | +28.784   | 23º     |       |
| 19º  | 6  | Stefan Bradl      | Repsol Honda                | Honda RC213V       | 25   | +31.943   | 24º     |       |
| 20º  | 4  | Andrea Dovizioso  | WithU Yamaha RNF            | Yamaha YZR-M1      | 22   | +3 giri   | 18º     |       |

### Ritirati
| Nº | Pilota                | Squadra               | Motocicletta       | Giri | Griglia |
| -- | --------------------- | --------------------- | ------------------ | ---- | ------- |
| 49 | Fabio Di Giannantonio | Gresini Racing        | Ducati Desmosedici | 22   | 20º     |
| 44 | Pol Espargaró         | Repsol Honda          | Honda RC213V       | 14   | 4º      |
| 21 | Franco Morbidelli     | Monster Energy Yamaha | Yamaha YZR-M1      | 7    | 15º     |
| 5  | Johann Zarco          | Pramac Racing         | Ducati Desmosedici | 5    | 9º      |

## Moto2

### Arrivati al traguardo
| Pos. | Nº | Pilota           | Squadra                  | Motocicletta | Giri | Tempo     | Griglia | Punti |
| ---- | -- | ---------------- | ------------------------ | ------------ | ---- | --------- | ------- | ----- |
| 1º   | 13 | Celestino Vietti | Mooney VR46 Racing       | Kalex        | 23   | 39'44.098 | 6º      | 25    |
| 2º   | 35 | Somkiat Chantra  | Idemitsu Honda Team Asia | Kalex        | 23   | +1.538    | 7º      | 20    |
| 3º   | 79 | Ai Ogura         | Idemitsu Honda Team Asia | Kalex        | 23   | +5.703    | 8º      | 16    |
| 4º   | 40 | Arón Canet       | Flexbox HP40             | Kalex        | 23   | +5.880    | 12º     | 13    |
| 5º   | 96 | Jake Dixon       | Autosolar GasGas Aspar   | Kalex        | 23   | +6.584    | 5º      | 11    |
| 6º   | 14 | Tony Arbolino    | Elf Marc VDS Racing      | Kalex        | 23   | +7.538    | 3º      | 10    |
| 7º   | 51 | Pedro Acosta     | Red Bull KTM Ajo         | Kalex        | 23   | +12.177   | 17º     | 9     |
| 8º   | 75 | Albert Arenas    | Autosolar GasGas Aspar   | Kalex        | 23   | +12.418   | 4º      | 8     |
| 9º   | 64 | Bo Bendsneyder   | Pertamina Mandalika SAG  | Kalex        | 23   | +13.656   | 9º      | 7     |
| 10º  | 22 | Sam Lowes        | Elf Marc VDS Racing      | Kalex        | 23   | +14.254   | 11º     | 6     |
| 11º  | 6  | Cameron Beaubier | American Racing          | Kalex        | 23   | +20.077   | 16º     | 5     |
| 12º  | 23 | Marcel Schrötter | Liqui Moly Intact GP     | Kalex        | 23   | +25.736   | 18º     | 4     |
| 13º  | 16 | Joe Roberts      | Italtrans Racing         | Kalex        | 23   | +28.317   | 15º     | 3     |
| 14º  | 18 | Manuel González  | Yamaha VR46 Master Camp  | Kalex        | 23   | +29.784   | 10º     | 2     |
| 15º  | 42 | Marcos Ramírez   | MV Agusta Forward Racing | MV Agusta F2 | 23   | +30.270   | 22º     | 1     |
| 16º  | 52 | Jeremy Alcoba    | Liqui Moly Intact GP     | Kalex        | 23   | +37.884   | 25º     |       |
| 17º  | 24 | Simone Corsi     | MV Agusta Forward Racing | MV Agusta F2 | 23   | +37.956   | 21º     |       |
| 18º  | 5  | Romano Fenati    | MB Conveyors Speed Up    | Boscoscuro   | 23   | +38.325   | 26º     |       |
| 19º  | 81 | Keminth Kubo     | Yamaha VR46 Master Camp  | Kalex        | 23   | +1'04.858 | 29º     |       |

### Ritirati
| Nº | Pilota                  | Squadra                 | Motocicletta | Giri | Griglia |
| -- | ----------------------- | ----------------------- | ------------ | ---- | ------- |
| 9  | Jorge Navarro           | Flexbox HP40            | Kalex        | 20   | 13º     |
| 19 | Lorenzo Dalla Porta     | Italtrans Racing        | Kalex        | 20   | 19º     |
| 2  | Gabriel Rodrigo         | Pertamina Mandalika SAG | Kalex        | 19   | 20º     |
| 12 | Filip Salač             | Gresini Racing          | Kalex        | 11   | 23º     |
| 61 | Alessandro Zaccone      | Gresini Racing          | Kalex        | 7    | 28º     |
| 54 | Fermín Aldeguer         | MB Conveyors Speed Up   | Boscoscuro   | 6    | 1º      |
| 84 | Zonta van den Goorbergh | RW Racing GP            | Kalex        | 1    | 14º     |
| 37 | Augusto Fernández       | Red Bull KTM Ajo        | Kalex        | 0    | 2º      |
| 28 | Niccolò Antonelli       | Mooney VR46 Racing      | Kalex        | 0    | 24º     |
| 4  | Sean Dylan Kelly        | American Racing         | Kalex        | 0    | 27º     |

## Moto3

### Arrivati al traguardo
| Pos. | Nº | Pilota           | Squadra                   | Motocicletta  | Giri | Tempo     | Griglia | Punti |
| ---- | -- | ---------------- | ------------------------- | ------------- | ---- | --------- | ------- | ----- |
| 1º   | 11 | Sergio García    | Solunion GasGas Aspar     | Gas Gas       | 21   | 38'23.433 | 1º      | 25    |
| 2º   | 7  | Dennis Foggia    | Leopard Racing            | Honda NSF250R | 21   | +0.146    | 11º     | 20    |
| 3º   | 71 | Ayumu Sasaki     | Sterilgarda Husqvarna Max | Husqvarna     | 21   | +0.375    | 2º      | 16    |
| 4º   | 54 | Riccardo Rossi   | SIC58 Squadra Corse       | Honda NSF250R | 21   | +0.507    | 4º      | 13    |
| 5º   | 24 | Tatsuki Suzuki   | Leopard Racing            | Honda NSF250R | 21   | +0.484    | 9º      | 11    |
| 6º   | 10 | Diogo Moreira    | MT Helmets - MSI          | KTM RC 250 GP | 21   | +0.587    | 10º     | 10    |
| 7º   | 96 | Daniel Holgado   | Red Bull KTM Ajo          | KTM RC 250 GP | 21   | +0.715    | 6º      | 9     |
| 8º   | 99 | Carlos Tatay     | CFMoto Racing PrüstelGP   | CFMoto        | 21   | +2.032    | 18º     | 8     |
| 9º   | 27 | Kaito Toba       | CIP Green Power           | KTM RC 250 GP | 21   | +3.098    | 13º     | 7     |
| 10º  | 66 | Joel Kelso       | CIP Green Power           | KTM RC 250 GP | 21   | +3.397    | 5º      | 6     |
| 11º  | 23 | Elia Bartolini   | QJMotor Avintia Racing    | KTM RC 250 GP | 21   | +7.649    | 21º     | 5     |
| 12º  | 6  | Ryusei Yamanaka  | MT Helmets - MSI          | KTM RC 250 GP | 21   | +8.893    | 14º     | 4     |
| 13º  | 31 | Adrián Fernández | Red Bull KTM Tech3        | KTM RC 250 GP | 21   | +9.032    | 23º     | 3     |
| 14º  | 53 | Deniz Öncü       | Red Bull KTM Tech3        | KTM RC 250 GP | 21   | +9.202    | 16º     | 2     |
| 15º  | 48 | Iván Ortolá      | Angeluss MTA              | KTM RC 250 GP | 21   | +9.449    | 15º     | 1     |
| 16º  | 82 | Stefano Nepa     | Angeluss MTA              | KTM RC 250 GP | 21   | +22.745   | 17º     |       |
| 17º  | 72 | Taiyo Furusato   | Honda Team Asia           | Honda NSF250R | 21   | +23.423   | 22º     |       |
| 18º  | 18 | Matteo Bertelle  | QJMotor Avintia Racing    | KTM RC 250 GP | 21   | +23.667   | 24º     |       |
| 19º  | 20 | Lorenzo Fellon   | SIC58 Squadra Corse       | Honda NSF250R | 21   | +23.810   | 26º     |       |
| 20º  | 67 | Alberto Surra    | Rivacold Snipers          | Honda NSF250R | 21   | +24.041   | 25º     |       |
| 21º  | 64 | Mario Aji        | Honda Team Asia           | Honda NSF250R | 21   | +24.880   | 20º     |       |
| 22º  | 87 | Gerard Riu Male  | Boé SKX                   | KTM RC 250 GP | 21   | +37.416   | 28º     |       |
| 23º  | 70 | Joshua Whatley   | VisionTrack Racing        | Honda NSF250R | 21   | +1'02.131 | 29º     |       |

### Ritirati
| Nº | Pilota         | Squadra                 | Motocicletta  | Giri | Griglia |
| -- | -------------- | ----------------------- | ------------- | ---- | ------- |
| 5  | Jaume Masiá    | Red Bull KTM Ajo        | KTM RC 250 GP | 16   | 12º     |
| 16 | Andrea Migno   | Rivacold Snipers        | Honda NSF250R | 14   | 8º      |
| 19 | Scott Ogden    | VisionTrack Racing      | Honda NSF250R | 13   | 19º     |
| 28 | Izan Guevara   | Solunion GasGas Aspar   | Gas Gas       | 9    | 3º      |
| 43 | Xavier Artigas | CFMoto Racing PrüstelGP | CFMoto        | 5    | 7º      |
| 22 | Ana Carrasco   | Boé SKX                 | KTM RC 250 GP | 4    | 27º     |